# Немовщина
Не́мовщина (рос. Немовщина) — присілок у складі Свічинського району Кіровської області, Росія. Входить до складу Свічинського міського поселення.
Населення становить 30 осіб (2010, 28 у 2002).
Національний склад станом на 2002 рік — росіяни 100 %.